# Mura (Vogelschutzgebiet)
Das europäische Vogelschutzgebiet Mura liegt auf dem Gebiet der Städte Pesnica, Gornja Radgona, Ljutomer, Lendava und Murska Sobota im Osten Sloweniens. Das etwa 145 km² große Vogelschutzgebiet umfasst das Murtal von der Grenze zu Österreich bis zum Dreiländereck Slowenien/Ungarn/Kroatien.
Im Norden grenzt unmittelbar das österreichische Europaschutzgebiet Steirische Grenzmur mit Gamlitzbach und Gnasbach an.

## Schutzzweck
Folgende Vogelarten sind für das Gebiet gemeldet; Arten, die im Anhang I der Vogelschutzrichtlinie geführt sind, sind mit * gekennzeichnet:
| Bild              | Anhang I | EU Code | Art               | wissenschaftlicher Name    |
| ----------------- | -------- | ------- | ----------------- | -------------------------- |
| Drosselrohrsänger |          | A298    | Drosselrohrsänger | Acrocephalus arundinaceus  |
| Schilfrohrsänger  |          | A295    | Schilfrohrsänger  | Acrocephalus schoenobaenus |
| Flussuferläufer   |          | *A168   | Flussuferläufer   | Actitis hypoleucos         |
| Eisvogel          | *        | A229    | Eisvogel          | Alcedo atthis              |
| Flussregenpfeifer |          | A136    | Flussregenpfeifer | Charadrius dubius          |
| Weißstorch        | *        | A031    | Weißstorch        | Ciconia ciconia            |
| Schwarzstorch     | *        | A030    | Schwarzstorch     | Ciconia nigra              |
| Wachtel           |          | A113    | Wachtel           | Coturnix coturnix          |
| Mittelspecht      | *        | A238    | Mittelspecht      | Dendrocopos medius         |
| Schwarzspecht     | *        | A236    | Schwarzspecht     | Dryocopus martius          |
| Silberreiher      | *        | A027    | Silberreiher      | Egretta alba               |
| Halsbandschnäpper | *        | A321    | Halsbandschnäpper | Ficedula albicollis        |
| Seeadler          | *        | A075    | Seeadler          | Haliaeetus albicilla       |
| Zwergdommel       | *        | A022    | Zwergdommel       | Ixobrychus minutus         |
| Wendehals         |          | A233    | Wendehals         | Jynx torquilla             |
| Neuntöter         | *        | A338    | Neuntöter         | Lanius collurio            |
| Rohrschwirl       |          | A292    | Rohrschwirl       | Locustella luscinioides    |
| Feldschwirl       |          | A290    | Feldschwirl       | Locustella naevia          |
| Gänsesäger        |          | A070    | Gänsesäger        | Mergus merganser           |
| Bienenfresser     |          | A230    | Bienenfresser     | Merops apiaster            |
| Wespenbussard     | *        | A072    | Wespenbussard     | Pernis apivorus            |
| Gartenrotschwanz  |          | A274    | Gartenrotschwanz  | Phoenicurus phoenicurus    |
| Fitis             |          | A316    | Fitis             | Phylloscopus trochilus     |
| Grauspecht        | *        | A234    | Grauspecht        | Picus canus                |
| Kleines Sumpfhuhn | *        | A120    | Kleines Sumpfhuhn | Porzana parva              |
| Tüpfelsumpfhuhn   | *        | A119    | Tüpfelsumpfhuhn   | Porzana porzana            |
| Wasserralle       |          | A118    | Wasserralle       | Rallus aquaticus           |
| Beutelmeise       |          | A336    | Beutelmeise       | Remiz pendulinus           |
| Uferschwalbe      |          | A249    | Uferschwalbe      | Riparia riparia            |
| Sperbergrasmücke  | *        | A307    | Sperbergrasmücke  | Sylvia nisoria             |